# فيد كافتيتشنيك
فيد كافتيتشنيك (بالسلوفينية: Vid Kavtičnik) مواليد 24 مايو 1984 في سلوفينج غرادتس، جمهورية يوغوسلافيا الاشتراكية الاتحادية، هو لاعب كرة يد سلوفيني يلعب كظهير أيمن. يلعب حاليا مع نادي مونبلييه لكرة اليد ويحمل الرقم 23. مثل منتخب سلوفينيا لكرة اليد. شارك في دورة الألعاب الأولمبية الصيفية سنة 2004. حقق المركز الثاني في بطولة أوروبا لكرة اليد للرجال 2004.

## سجل المنافسة
شارك في البطولات التالية:
- بطولة العالم لكرة اليد للرجال 2015
- بطولة أوروبا لكرة اليد للرجال 2016
- الألعاب الأولمبية الصيفية 2016

## الميداليات
| الميدالية | المسابقة                           |
| --------- | ---------------------------------- |
| فضية      | بطولة أوروبا لكرة اليد للرجال 2004 |

## روابط خارجية
- فيد كافتيتشنيك على موقع الاتحاد الأوروبي لكرة اليد (الإنجليزية)
- فيد كافتيتشنيك على موقع الاتحاد الفرنسي لكرة اليد (الفرنسية)
- فيد كافتيتشنيك على موقع نادي كيل لكرة اليد (الألمانية)
- فيد كافتيتشنيك على موقع أوليمبيديا (الإنجليزية)